# Mzuzu
Mzuzu je město v Malawi. S přibližně 150 tisíci obyvateli je třetím největším sídlem v zemi. Nejpočetnějšími etnickými skupinami jsou Tumubukové, Ngoniové a Tongové. Ve spádové oblasti města žije okolo 1,7 milionu obyvatel.
Je administrativním střediskem Severního regionu. Leží na náhorní plošině Viphya v nadmořské výšce 1200 m a je vzdáleno 30 km od pobřeží jezera Malawi. 
Bylo založeno v roce 1947 pod názvem Tung Oil Estate, v roce 1985 získalo městská práva. Jako regionální centrum zaznamenalo prudký populační růst, ročně zde přibývá 4,2 % obyvatel. Město se nachází na křižovatce dálkových silnic M1 a M5 a slouží mu také letiště.
Mzuzu leží v krajině miombo, severně od něj se nachází národní park Nyika. V okolí byl v šedesátých letech vysázen největší umělý les v Africe, kde dominuje borovice rozložená; jeho úkolem bylo pokrýt malawiskou spotřebu dřeva a papíru. Hlavním produktem místní ekonomiky je káva, pěstuje se také makadamie, tabák a bavlník. Zástupcem průmyslu je farmaceutická firma Kentam Products Limited. V roce 1997 byla založena Univerzita Mzuzu.
Obyvatelé jsou převážně presbyteriáni. Početnou menšinou jsou katolíci, Mzuzu je sídlem stejnojmenné diecéze.